# مقراب ريتشي كريتيان

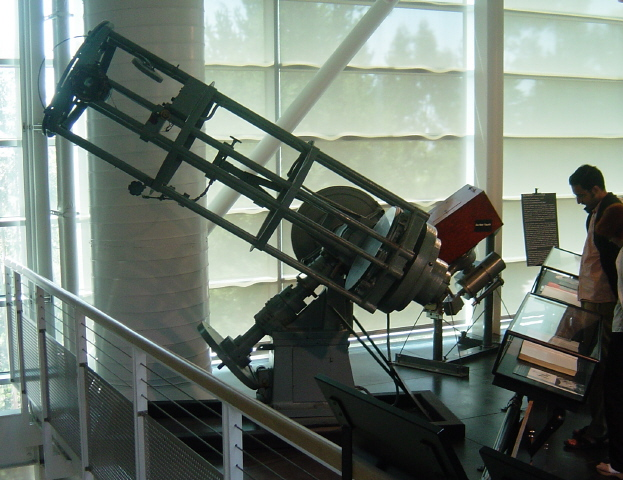
مقراب ريتشي العاكس طوله 24 بوصة (0.6 م)

مقراب ريتشي كريتيان (بالإنجليزية: Ritchey–Chrétien telescope)‏ هو مقراب عاكس مُتخصص بديل عن مقراب عاكس كاسيغرين بحيث أنَّ لديه مرآة رئيسة ذو سطح زائد وكذلك مرآه ثانوية لديها سطح زائد هي الأخرى. الهدف منه هو القضاء على الأخطاء الموجودة خارج المحور البصري.